# O'G3NE
O'G3NE (tidligere kendt som Lisa, Amy, & Shelley) er en hollandsk pigegruppe på tre. Gruppen består af søstrene Lisa, Amy, og Shelley Vol, hvoraf de to sidstnævnte af de tre er tvillinger.
I 2007 repræsenterede de Holland i Junior Eurovision Song Contest i 2007 med sangen "Adem i, adem uit" (pust ind, pust ud). Den 19. december 2014, blev de udråbt som vindere af sæson fem i det hollandske The Voice, som gav dem en pladekontrakt med EMI. De blev den første trio til at vinde konkurrencen i en international version af The Voice.
Den 29. oktober 2016 blev det meddelt, at de vil repræsentere Holland i Eurovision Song Contest i 2017.

## Liv og karriere

### Tidlig karriere
Lisa Vol blev født 21. juni 1994, mens tvillingerne Amy og Shelley Vol blev født 18. oktober 1995. Søstrene blev født i Dordrecht, og opvokset i Fijnaart. I 2007 vandt de Junior Songfestival 2007 med deres selvskreven sang "Adem i, Adem Uit", der fik den maksimale score på 36 point i semifinalen og finalen. De gik videre for at repræsentere Holland i Junior Eurovision Song Contest 2007 i Rotterdam, hvor de kom nummer 11 ud af 17. Det følgende år udgav de et album med titlen 300% og udgav senere et nyt album med titlen Sweet 16 i 2011.

### 2014-2016:The Voice of Holland, gennembrud, ogWe Got This
Efter en kort pause efter udgivelsen af deres andet album i 2011, var gruppen præsenteret i den tredje episode af audition-runderne i sæson fem af The Voice of Holland under det nye navn "O'G3NE". De optrådte med Bee Gees's "Emotion" og fik alle fire dommere til at vende deres stole, hvor de til sidst sluttede sig til Marco Borsato's team. De var i stabile gennem hele showet, hvor de i sidste ende gik videre til at vinde showet, og blev den første gruppe til at gøre det. I 2016 deltog de i det hollandske musikalske tv-show De beste zangers van Nederland. De udgav deres tredje album, We Got This, den 30. september 2016. Det toppede som nummer et på den hollandske albums chart.

### 2016 – i dag: Eurovision Song Contest 2017
Efter megen spekulation blev det 29. oktober 2016 afsløret, at O'G3NE ville repræsentere Holland i Eurovision Song Contest i 2017 i Kyiv. Gruppen fik en 11. plads i finalen.

## Diskografi

### Studio albums
| 300%                                                                                                 | - Udgivet: 2. juni 2008 - Format: CD, digital download - Pladeselskab: Dino Music, EMI | 26 |
| Sweet 16                                                                                             | - Udgivet: 16. oktober 2011 - Format: CD, digital download - Pladeselskab: Dino Musik  | 45 |
| We Got This                                                                                          | - Udgivet: 30. september 2016 - Format: CD, digital download - Pladeselskab: BMG       | 1  |
| "—" angiver udgivelser, der ikke kom på hitlisten eller som ikke blev udgivet i det pågældende land. |                                                                                        |    |

#### Singles
| "Adem in, Adem Uit"                                                                                  | 2007 | 55  | 300%         |
| "Zet 'M Op!"                                                                                         | 2008 | 60  | 300%         |
| "Strand"                                                                                             | 2008 | —   | 300%         |
| "The Power of Christmas"                                                                             | 2008 | 98  |              |
| "Op De Radio"                                                                                        | 2012 | —   |              |
| "Al Mijn Vrienden"                                                                                   | 2013 | —   |              |
| "Diep I De Nacht"                                                                                    | 2013 | —   |              |
| "Magic"                                                                                              | 2014 | 3   |              |
| "Wings to Fly"                                                                                       | 2015 | 100 |              |
| "Take the Money and Run"                                                                             | 2016 | 130 | Vi Fik Denne |
| "Loved You First"                                                                                    | 2016 | —   | Vi Fik Denne |
| "—" angiver udgivelser, der ikke kom på hitlisten eller som ikke blev udgivet i det pågældende land. |      |     |              |

#### Som udvalgt kunstner
| Sang                                                     | År   | Album |
| -------------------------------------------------------- | ---- | ----- |
| "Ik Wil Jou" (Young Smoothies feat. Lisa, Amy & Shelley) | 2013 |       |

### Salgsfremmende singler
| "'T Er Zomer"                                                                                        | 2009 | —  |
| "Magie"                                                                                              | 2009 | —  |
| "Emotion"                                                                                            | 2014 | 37 |
| "I See Fire"                                                                                         | 2014 | —  |
| "Buttons"                                                                                            | 2014 | —  |
| "Change Will Come"                                                                                   | 2014 | 19 |
| "Hold On"                                                                                            | 2014 | 86 |
| "Cold"                                                                                               | 2014 | 70 |
| "Clown"                                                                                              | 2016 | 64 |
| "Sing"                                                                                               | 2016 | —  |
| "Thank You For The Music / Waterloo"                                                                 | 2016 | —  |
| "—" angiver udgivelser, der ikke kom på hitlisten eller som ikke blev udgivet i det pågældende land. |      |    |